# Tisserin manyar
Ploceus manyar
Espèce
Statut de conservation UICN

 LC  : Préoccupation mineure
Le Tisserin manyar (Ploceus manyar) est une espèce de passereau appartenant à la famille des Ploceidae.